# BMN
Banco Mare Nostrum (BMN) fou un banc nascut el 2010 degut al Sistema Institucional de Protecció (SIP) del negoci financer de quatre caixes d'estalvis: CajaMurcia, Caixa Penedès, Caja Granada i Sa Nostra. La seua seu central es trobava a Madrid. Operava a les comunitats autònomes de l'arc mediterrani així com a la Comunitat de Madrid.
El 8 de gener de 2018, va tindre lloc la inscripció de l'escriptura de la fusió per absorció del Banco Mare Nostrum (BMN) per Bankia. El 19 de març de 2018, es va produir la integració tecnològica de Banco Mare Nostrum (BMN) a Bankia. Després d'això, totes les oficines de Banco Mare Nostrum (BMN) van passar a operar amb la imatge de Bankia.